# Sam Waterston

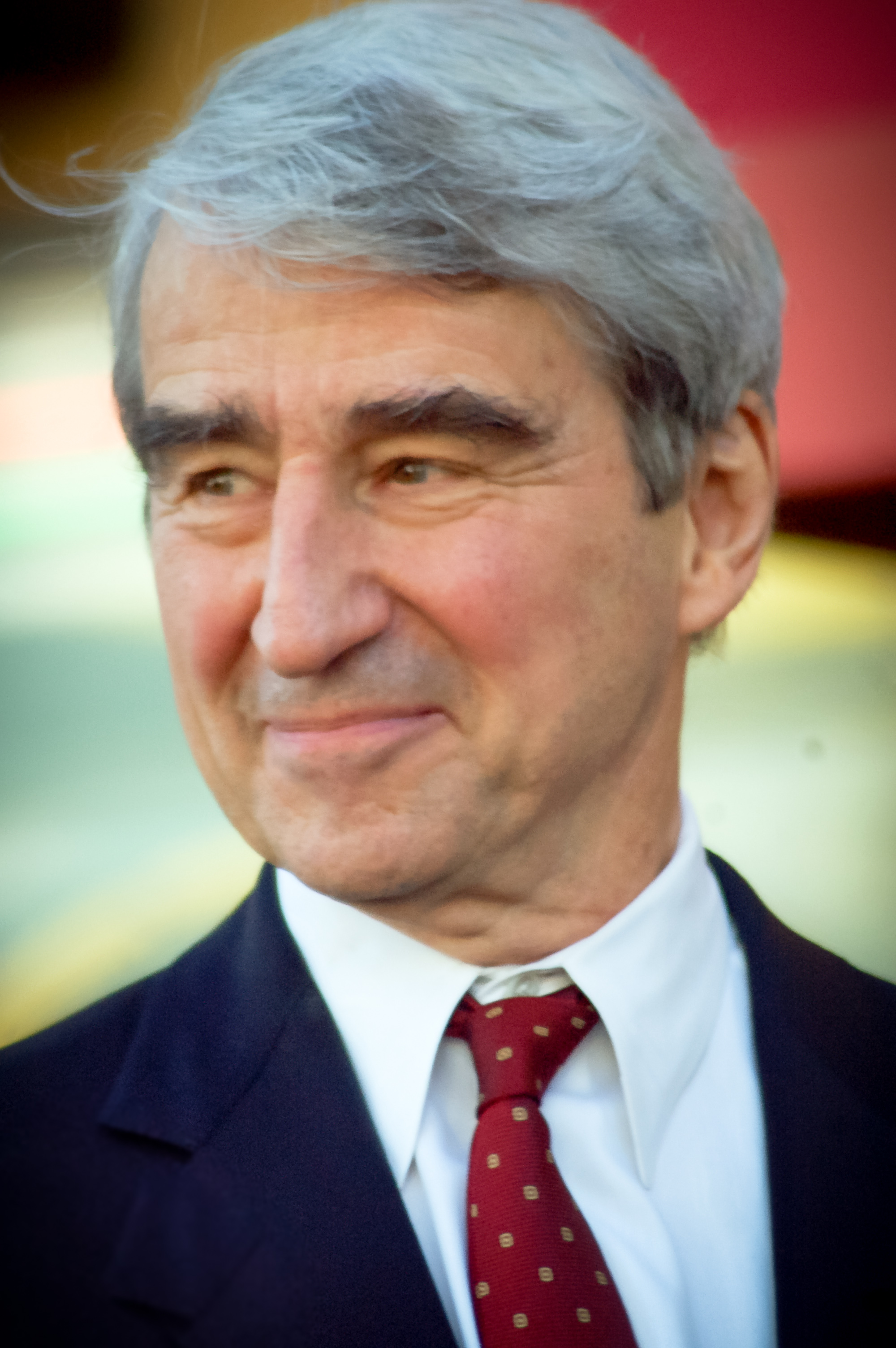
Sam Waterston, 2010

Samuel Atkinson „Sam“ Waterston (* 15. November 1940 in Cambridge, Massachusetts) ist ein US-amerikanischer Filmschauspieler.

## Leben
Sam Waterston studierte zunächst an der Sorbonne in Paris. Danach ließ er sich zum Schauspieler ausbilden und arbeitete in den folgenden Jahren zunächst als Theaterschauspieler in New York City. Mitte der 1960er-Jahre folgten erste Film- und Fernsehrollen, die ihn aber zunächst nicht sonderlich bekannt machten. Erst mit seiner Rolle als Nick Carraway in der Literaturverfilmung Der große Gatsby (1974) erregte er breitere Aufmerksamkeit und wurde für einen Golden Globe Award als Bester Nachwuchsdarsteller nominiert.
Danach schien seine Karriere zunächst zu stagnieren. Zu seinen bekannteren Filmen jener Zeit gehören Rancho Deluxe (1975) mit Jeff Bridges, Unternehmen Capricorn (1977) von Peter Hyams, Agentenpoker an der Seite von Walter Matthau sowie Michael Ciminos Heaven’s Gate (die beiden letzteren 1980). Woody Allen besetzte ihn in seinen Filmen Innenleben (1978), Hannah und ihre Schwestern (1986), September (1987) und Verbrechen und andere Kleinigkeiten (1989). Für seine Hauptrolle in dem Kriegsdrama The Killing Fields – Schreiendes Land (1984) war er 1985 in der Kategorie Bester Hauptdarsteller für einen Oscar nominiert, unterlag jedoch F. Murray Abraham.
Im Fernsehen konnte sich Waterston ebenso durchsetzen. Eine erste Nominierung für den Emmy Award erhielt er für seine Mitwirkung in dem Fernsehfilm Die Glasmenagerie (1973) an der Seite von Katharine Hepburn nach dem gleichnamigen Bühnenstück von Tennessee Williams, später folgte eine weitere Emmy-Nominierung für die Serie I’ll Fly Away (1991–1993). Für seine Rolle in dieser Serie gewann Waterston 1993 einen Golden Globe Award. Seine wohl bekannteste Fernsehrolle wurde die des Staatsanwaltes Jack McCoy in der Serie Law & Order, die er von 1994 bis 2010 in 368 Episoden verkörperte. Hierfür war er dreimal für einen Emmy nominiert. Seit 2022 ist er bei Law & Order wieder in der Rolle des Staatsanwaltes McCoy zu sehen. Außerdem spielte er von 2015 bis 2022 an der Seite von Jane Fonda, Lily Tomlin und Martin Sheen eine der Hauptrollen in der Netflix-Sitcom Grace and Frankie.
Am 12. Oktober 2004 erhielt er die Ehrendoktorwürde für Kunstwissenschaft der University of the South in Sewanee, Tennessee. Am 7. Januar 2010 wurde er mit einem Stern auf dem Hollywood Walk of Fame geehrt. 2011 wurde er in die American Academy of Arts and Sciences gewählt.
Seit 1976 ist er in zweiter Ehe mit Lynn Louisa Woodruff verheiratet. Die beiden haben drei gemeinsame Kinder. Seine Kinder James Waterston (* 1969, aus erster Ehe), Elisabeth Waterston (* 1976) und Katherine Waterston (* 1980) sind ebenfalls Schauspieler.

## Filmografie (Auswahl)
- 1965: Dr. Kildare (Fernsehserie, 2 Folgen)
- 1966: The Plastic Dome of Norma Jean
- 1967: Die Lady und ihre Gauner (Fitzwilly)
- 1967/1969: Heiße Spuren (N.Y.P.D., Fernsehserie, 2 Folgen)
- 1969: Three
- 1971: Wer tötete Mary? (Who Killed Mary What’s ’Er Name?)
- 1972: Unter Wilden (Savages)
- 1973: Die Glasmenagerie (The Glass Menagerie, Fernsehfilm)
- 1974: Der große Gatsby (The Great Gatsby)
- 1975: Rancho Deluxe
- 1975: Reise in die Angst (Journey into Fear)
- 1976: Sweet Revenge
- 1977: Unternehmen Capricorn (Capricorn One)
- 1978: Innenleben (Interiors)
- 1979: Fürs Vaterland zu sterben (Friendly Fire, Fernsehfilm)
- 1979: Adlerflügel (Eagle’s Wing)
- 1980: Agentenpoker (Hopscotch)
- 1980: Heaven’s Gate
- 1980: J. Robert Oppenheimer – Atomphysiker (Oppenheimer, Miniserie)
- 1982: Der hohe Preis der Karriere (Games Mother Never Taught You, Fernsehfilm)
- 1983: Jack Dempsey – Ein Mann wird zur Legende (Dempsey, Fernsehfilm)
- 1984: The Killing Fields – Schreiendes Land (La Déchirure)
- 1985: Die Liebe siegt (Love Lives On, Fernsehfilm)
- 1985: Warnzeichen – Gen-Killer (Warning Sign)
- 1986: Hannah und ihre Schwestern (Hannah and Her Sisters)
- 1986: Unglaubliche Geschichten (Amazing Stories, Fernsehserie, Folge 1x19)
- 1986: Verrat an der Liebe (Just Between Friends)
- 1986: Unheimliches Verlangen (Flagrant désir)
- 1987: Das Cello von oben (The Room Upstairs, Fernsehfilm)
- 1987: Des Teufels Paradies
- 1987: September
- 1989: Die Macht eines Kindes (Lantern Hill, Fernsehfilm)
- 1989: Welcome Home – Ein Toter kehrt zurück (Welcome Home)
- 1989: Verbrechen und andere Kleinigkeiten (Crimes and Misdemeanors)
- 1990: Wendezeit (Mindwalk)
- 1990: Der Amerikanische Bürgerkrieg (The Civil War, Miniserie Sprechrolle)
- 1990: Gefangen im ewigen Eis (A Captive in the Land)
- 1991: Der Mann im Mond (The Man in the Moon)
- 1991–1993: I’ll Fly Away (Fernsehserie, 38 Folgen)
- 1993: Geschichten aus der Gruft (Tales from the Crypt, Fernsehserie, Folge 5x02)
- 1994: Der steinige Weg zur Gerechtigkeit (Assault at West Point, Fernsehfilm)
- 1994: Zu viel Liebe – Davids Mutter (David’s Mother, Fernsehfilm)
- 1994: Serial Mom – Warum läßt Mama das Morden nicht? (Serial Mom)
- 1994: Der Feind in den eigenen Reihen (The Enemy Within, Fernsehfilm)
- 1994–2024: Law & Order (Fernsehserie, 405 Episoden)
- 1995: Weg der Träume (The Journey of August King)
- 1997: Die Verschwörung im Schatten (Shadow Conspiracy)
- 1998: Strafversetzt – Mord in Manhattan (Exiled: A Law & Order Movie, Fernsehfilm)
- 2000: Family Guy (Fernsehserie, 2 Folgen, Sprechrolle)
- 2000–2018: Law & Order: Special Victims Unit (Fernsehserie, 4 Folgen)
- 2002: Die Matthew Shepard Story (The Matthew Shepard Story, Fernsehfilm)
- 2003: Eine Affäre in Paris (Le Divorce)
- 2005: Law & Order: Trial by Jury (Fernsehserie, 2 Folgen)
- 2007: Masters of Science Fiction (Fernsehserie, Folge 1x01)
- 2012–2014: The Newsroom (Fernsehserie, 25 Folgen)
- 2013: The Cop – Crime Scene Paris (Jo, Miniserie, Folge 1x06)
- 2014: Please Be Normal
- 2015–2022: Grace and Frankie (Fernsehserie, 90 Folgen)
- 2016: Die Erfindung der Wahrheit (Miss Sloane)
- 2017: Godless (Miniserie, 2 Folgen)
- 2018: Die Berufung – Ihr Kampf für Gerechtigkeit (On the Basis of Sex)
- 2021: The Final Chapters of Richard Brown Winters
- 2022: The Dropout (Miniserie, 5 Folgen)
- 2024: The Six Triple Eight